# Mariager-Handest Veteranjernbane
Mariager-Handest Veteranjernbane er en 19 km lang bane mellem Mariager og Handest, der blev etableret midt i 1960'erne, hvor størsteparten af Danmarks lokale jernbanenet blev nedlagt, således også Mariager-Fårup-Viborg Jernbane, der var blevet anlagt som to jernbaner – Viborg-Fårup og Mariager-Fårup – men drevet under ét i perioden 1. juli 1927 – 31. marts 1966.
Efter banens nedlæggelse blev Mariager-Fårup drevet som kommunal godsbane, og Dansk Jernbane-Klub kunne 2. maj 1970 se Mariager Kommunes daværende borgmester Ib Frederiksen indvie Mariager-Handest Veteranjernbane (forkortet MHVJ). Den har siden samlet interessant, historisk jernbanemateriel med det formål at bruge dette materiel i et aktivt og levende museum, hvor temaet er privatbaner i 1950'erne – uniformer og materiel er således tidstypiske.